# Fenyő-bagolylepke

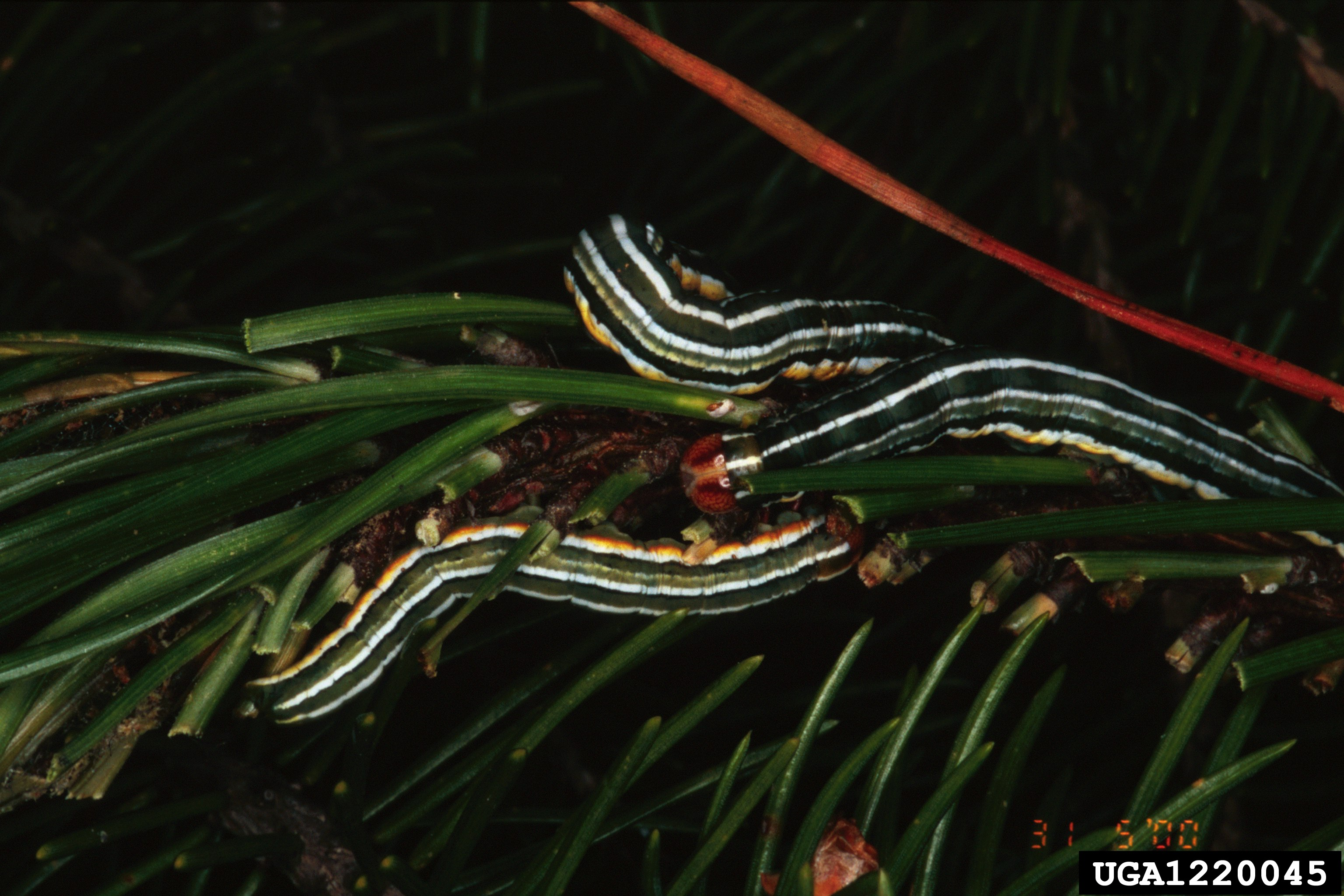
A fenyő-bagolylepke hernyói

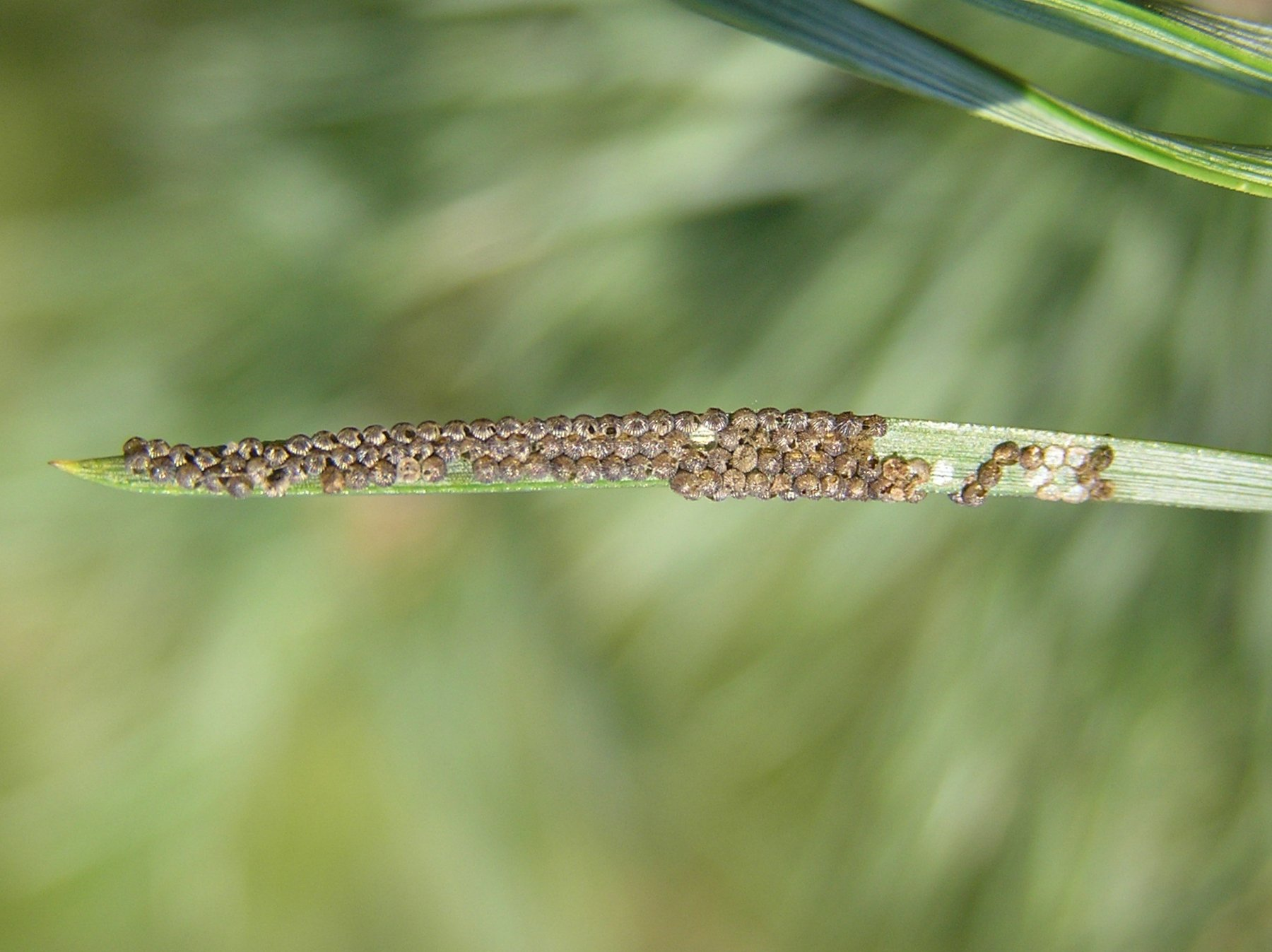
A fenyő-bagolylepke petéi

A fenyő-bagolylepke (Panolis flammea)  a rovarok (Insecta) osztályának a lepkék (Lepidoptera) rendjéhez, ezen belül a bagolylepkefélék (Noctuidae) családjához tartozó faj.

## Elterjedése
Európában fenyvesekben bárhol előfordulhat, kivéve a déli és északi területeket. Nyugat-Katalóniától Dél-Franciaország, Közép-Olaszország, Közép-Európa nagyobb tűlevelű erdőin át Oroszországig és Japánig él. Az egyik legveszélyesebb erdei kártevő lepke.

## Megjelenése
- lepke: szárnyfesztávolsága: 28–38 mm, az első szárnyak színe narancsos barna, vagy sötét-szürke. A fej szőrös és vöröses színű, a has sárgás szürke .
- hernyó: 40 milliméter hosszú vékony, kopasz, zöld és sárga sötét és fehér vonalakkal. Alakja és színe hasonlít a fenyő tűihez, ezzel álcázza magát.

## Életmódja
- nemzedék: egynemzedékes faj, márciusban és áprilisban rajzik, a báb telel át.
- hernyók tápnövényei: szinte kizárólag a fenyőfélék, de lehetnek boróka, nyár, tölgy félék is.

A párzás éjjel történik.  Akkor a nőstények a tojásokat sorban az előző évi tűkre rakják le, valamint az alsó ágakat  részesítik előnyben. Egy-egy időszakban 2-9 napig, akár 200 tojást rakhatnak. Az átlagos kikelési idő kb. 14 nap, és erősen hőmérsékletfüggő.

## Fordítás
- Ez a szócikk részben vagy egészben  a   Kieferneule című német Wikipédia-szócikk fordításán alapul.  Az eredeti cikk szerkesztőit annak laptörténete sorolja fel. Ez a jelzés csupán a megfogalmazás eredetét és a szerzői jogokat jelzi, nem szolgál a cikkben szereplő információk forrásmegjelöléseként.